# Josip Iličić
Josip Iličić - Jojo, slovenski nogometaš, * 29. januar 1988, Prijedor, Bosna in Hercegovina.

## Klubska kariera
Kariero je začel pri klubu Bonifika Izola leta 2007, v prvi slovenski ligi je debitiral z Interblockom leta 2008. Po krajšem igranju za Maribor od leta 2010 igra v italijanski Serie A za klube Palermo, Fiorentina in Atalanta. Za slednjega je 19. februarja 2020 dosegel svoj prvi gol v Ligi prvakov na tekmi osmine finala proti Valencii. Na povratni tekmi 10. marca 2020 je dosegel štiri gole, kar je pred njim uspelo le trem nogometašem v izločilnih bojih.

## Reprezentančna kariera
Iličić je za Slovenijo prvič nastopil na prijateljski tekmi proti Avstraliji 11. avgusta 2010, ki je bila hkrati prva tekma na novem stadionu Stožice.